# Дигитални звук
Дигитални звук је звук који је снимљен или претворен у дигитални облик. У дигиталном звуку, звучни талас аудио сигнала кодира се као нумерички узорци у континуираном низу. На пример, у ЦД звуку узорци се узимају 44100 пута у секунди, са 16 битном дубином узорка. Дигитални аудио је такође назив за целокупну технологију снимања и репродукције звука помоћу аудио сигнала који су кодирани у дигиталном облику. Након значајног напретка у дигиталној аудио технологији током 1970-их, она је постепено замењивала аналогну аудио технологију у многим областима аудио инжењерства и телекомуникација током 1990-их и 2000-их.
У дигиталном аудио систему, аналогни електрични сигнал који представља звук претвара се аналогно-дигиталним конвертором (АДК) у дигитални сигнал, обично користећи пулсну модулацију. Овај дигитални сигнал се затим може снимати, уређивати, модификовати и копирати помоћу рачунара, машина за репродукцију аудио записа и других дигиталних алата. Када звучни инжењер жели да преслушава снимак на слушалицама или звучницима (или када потрошач жели да слуша дигиталну звучну датотеку), дигитално-аналогни конвертор (ДАК) врши обрнути поступак, претварајући дигитални сигнал назад у аналогни сигнал, који се затим шаље путем аудио појачала и на крају до звучника.
Дигитални аудио системи могу укључивати компоненте за компресију, складиштење, обраду и пренос. Конверзија у дигитални формат омогућава практичну манипулацију, складиштење, пренос и преузимање аудио сигнала. За разлику од аналогног звука, код којег копирање снимка резултира губитком генерације и погоршањем квалитета сигнала, дигитални звук омогућава бесконачан број копија које се могу направити без погоршања квалитета сигнала.

## Преглед
Дигиталне аудио технологије користе се у снимању, манипулацији, масовној продукцији и дистрибуцији звука, укључујући снимке песама, инструменталне комаде, подкастове, звучне ефекте и друге звукове. Савремена дистрибуција музике на мрежи зависи од дигиталног снимања и компресије података . Доступност музике као датотеке података, а не као физичких објеката, значајно је смањила трошкове дистрибуције. Пре дигиталног звука, музичка индустрија је дистрибуирала и продавала музику продајући физичке копије у облику плоча и касета . Са дигиталним аудио и мрежним системима дистрибуције, као што је Ајтјунс, компаније продају дигиталне звучне датотеке потрошачима, које потрошач добија путем Интернета.
Аналогни аудио систем претвара физичке таласне облике звука у електричне репрезентације тих таласних облика помоћу претварача, као што је микрофон . Звуци се затим чувају на аналогном медијуму као што је магнетна трака или се преносе путем аналогног медијума, попут телефонске линије или радија . Процес се преусмерава ради репродукције: електрични аудио сигнал се појачава, а затим се звучником претвара у физичке облике таласа. Аналогни звук задржава своје основне карактеристике у облику таласа током свог складиштења, трансформације, умножавања и проширења.
Аналогни аудио сигнали су подложни буци и дисторзији, због урођених карактеристика електронских кола и повезаних уређаја. Поремећаји у дигиталном систему не резултирају грешкама ако поремећај није толико велик да резултира погрешним тумачењем симбола као другим симболом или нарушавањем низа симбола. Због тога је генерално могуће имати потпуно дигитални аудио систем без грешака у коме се не уводи шум или изобличење између конверзије у дигитални формат и претворбе назад у аналогни.
Дигитални аудио сигнал може опционално бити кодиран ради исправљања било каквих грешака које се могу појавити у меморији или преносу сигнала. Ова техника, позната као кодирање канала, битна је за емитовање или снимање дигиталних система за одржавање тачности бита. Модулација од осам до четрнаест је шифра канала која се користи у аудио компакт диску (ЦД).

### Процес конверзије
Дигитални аудио систем започиње с аналогно-дигиталним конвертором који претвара аналогни сигнал у дигитални сигнал.  АДК ради одређеном брзином узорковања и претвара се у познатој резолуцији бита. На пример, звук ЦД-а има фреквенцију узорковања од 44,1   kHz (44,100   узорака у секунди) и има 16-битну резолуцију за сваки стерео канал. Аналогни сигнали који нису већ ограничени у опсегу морају бити проведени кроз анти-алијасинг филтер пре конверзије, како би се спречило изобличење изузећа које је изазвано звучним сигналима фреквенцијама већим од Никвист-ове фреквенције (половина фреквенције узорковања).
Дигитални аудио сигнал се може чувати или преносити. Дигитални звук може бити смештен на ЦД-у, дигиталном аудио плејеру, хард диску, УСБ флеш уређају или било ком другом уређају за чување дигиталних података . Дигитални сигнал се може изменити дигиталном обрадом сигнала, где се може филтрирати или применити ефекте. Конверзија брзине узорковања, укључујући повећавање узорковања и смањивање узорка, може се користити за усклађивање сигнала који су кодирани различитом брзином узорковања са заједничком брзином узорковања пре обраде. Технике компресије аудио података, као што су МП3, Напредно аудио кодирање, Огг Ворбис или ФЛАЦ, обично се користе да би се смањила величина датотеке. Дигитални аудио се може преносити преко дигиталних аудио интерфејса као што су АЕС3 или МАДИ. Дигитални аудио се може преносити преко мреже користећи аудио преко Етернет-а, аудио преко ИП-а или других стандарда и система за стриминг медија .

За репродукцију, дигитални аудио мора бити претворен у аналогни сигнал помоћу дигитално-аналогног конвертора који може користити преузорковање . 

## Историја

### Кодирање
Модулацију пулсног кода (ПЦМ) изумео је британски научник Алек Ривс 1937. године. 1950. Касијус Шапин Катлер из компаније Бел Лабс поднео је патент о диференцијалној импулсној модулацији (ДПЦМ), алгоритам компресије података. Адаптивни ДПЦМ (АДПЦМ) увели су П. Цумиски, Никил С. Јајант и Џејмс Л. Фланаган у Беловим лабораторијама 1973.
Перцепцијско кодирање најпре је коришћено за компресију говора кодирања, са линеарним предиктивним кодирањем (ЛПЦ). Почетни концепти за ЛПЦ датирају од дела Фумитада Итакура (Универзитет Нагоja) и Шуза Саита (Јапанска телеграфија и телефониај) 1966. године. Током 1970-их Бишну С. Атал и Манфред Р. Шредер у Беловим лабораторијама развили су облик ЛПЦ-а назван адаптивни предиктивни кодер (АПЦ), перцептивни алгоритам за кодирање који је користио маскирајућа својства људског уха, праћен почетком 1980-их са алгоритам линеарног предвиђања (ЦЕЛП) узбудљивог кода .
Дискретно кодирање трансформације косинуса (ДЦТ), метода компресије губитака коју је први предложио Насир Ахмед 1972. године, пружа основу за модификовану дискретну трансформацију косинуса (МДЦТ), коју су развили Ј.П. Принсен, А.В. Џонсон и А.Б. Бредли 1987. МДЦТ је основа за већину стандарда за аудио кодирање, као што су Долби Дигитал(АЦ-3), МП3 (МПЕГ Лаиер III), Адвенсд Аудио Кодинг (Advanced Audio Coding), Виндовс Медиа Аудио (Windows Media Audio) и Ворбис (Огг).

### Снимање
ПЦМ је коришћен у телекомуникацијским апликацијама много пре прве употребе у комерцијалним емисијама и снимањима. Комерцијални дигитални снимци су у Јапану покренули 1960. године НХК и Јапан Колумбија (Nippon Columbia) и њихов бренд Денон. Први комерцијални дигитални снимци објављени су 1971. године.
Би-Би-Си је такође почео да експериментише са дигиталним звуком 1960-их година. До раних 1970-их развио је двоканални диктафон, а 1972. развио је дигитални аудио систем за пренос који је свој радио-центар повезивао са њиховим даљинским предајницима.
Прво 16-битно ПЦМ снимање у Сједињеним Државама направио је Томас Стокхам у опери Санта Фе 1976. године, на диктафону Саундстрим . Побољшана верзија Саундстрим система коришћена је за продукцију неколико класичних снимака компаније Теларк 1978. године. 3М дигитални снимач са више трака у то време био је заснован на Би-Би-Си технологији. Први све дигитални албум снимљен на овој машини био је Рај Кудеров Боп, док не испустиш (Bop till You Drop)1979. Британска дискографска кућа Дека (Decca) започела је развој сопствених дигиталних аудио снимача са две траке 1978, а први европски дигитални снимак објавила је 1979.
Популарни професионални дигитални снимачи са више записа који су произвели Сони / Студер (ДАСХ) и Мицубиши (ПроДиги) раних осамдесетих година 20. века помогли су у прихватању дигиталних снимака од стране великих дискографских кућа. Увођењем ЦД-а 1982. популаризовали су дигитални аудио код потрошача.

### Телефонија
Брз развој и широко усвајање дигиталне телефоније пулсне модулације (ПЦМ) омогућено је кондензаторским (СЦ) конекцијским конекцијама (СЦ) са металом-оксидом и полуводичем (МОС), развијеним почетком 1970-их. То је довело до развоја чипова ПЦМ кодек-филтера у касним 1970-им. ЦМОС чип-филтерски чип кодек-филтера са силиконским вратима (комплементарни МОС), развијен од стране Дејвида А. Хоџса и В.Ц. Блек-а 1980, је од тада индустријски стандард за дигиталну телефонију. До деведесетих година телекомуникационе мреже, као што је јавна комутациона телефонска мрежа (ПСТН), у великој су мери дигитализоване ВЛСИ (врло велика интеграција) ЦМОС ПЦМ кодек-филтерима широко распрострањених у електронским преклопним системима за телефонске централе, модеме крајњег корисника и низ апликација за дигитални пренос попут дигиталне мреже интегрисаних услуга (ИСДН), бежичних телефона и мобилних телефона .

## Технологије
За емитовање звука користи се дигитални аудио. Стандардне технологије укључују дигитално аудио емитовање, дигитални радио светски распрострањен, ХД радио и уграђени канал.
Дигитални звук у апликацијама за снимање се чува на аудио специфичним технологијама, укључујући компакт диск (ЦД), дигиталну аудио касету (ДАТ), дигиталну компактну касету (ДЦЦ) и МиниДиск . Дигитални звук може бити смештен у стандардне формате аудио датотека и смештен на снимач хард диска, Блу-реј или ДВД-Аудио. Датотеке се могу репродуковати на паметним телефонима, рачунарима или МП3 плејеру .

## Интерфејси
Дигитално-аудио специфични интерфејси укључују:
- A2DP путем Блутут-а
- AC'97 (Audio Codec 1997) интерфејс између интегрисаних кола на матичним плочама ПЦ-а
- АДАТ Лајтпајп интерфејс
- AES3 интерфејс са XLR конекторима, уобичајен у професионалној аудио опреми
- AES47 - професионални AES3 дигитални аудио звук преко асинхроних мрежа начина преноса
- [[Intel_High_Definition_Audio]Хигх Дефинитион Аудио|Intel High Definition Audio] - модерна замена за АЦ'97
- интерфејс између интегрисаних кола у потрошачкој електроници
- МADI (вишеканални аудио дигитални интерфејс)
- МИДИ - повезивање мале пропусне ширине за пренос података о инструментима; не може преносити звук, али може преносити дигиталне узорке података у не-реалном времену
- S/PDIF - било преко коаксијалног кабла или TOSLINK-а, уобичајеног у аудио опреми потрошача и изведеног из АЕС3
- TDIF, TASCAM власнички формат са Д-суб каблом

Неколико интерфејса је дизајнирано да заједно спајају дигитални видео и аудио запис, укључујући ХДМИ и ДисплејПорт .
У професионалним архитектонским или инсталационим апликацијама постоје многи дигитални звукови аудио преко Етернета протокола и интерфејса.